# Leopoldine Kulka
Leopoldine Kulka (Viena, 31 de marzo de 1872 - 2 de enero de 1920) fue una escritora, editora y feminista austriaca. Como directora de Neues Frauenleben (La nueva vida de las mujeres) se reunió con mujeres de países combatientes en la conferencia de mujeres de 1915 en La Haya.

## Trayectoria

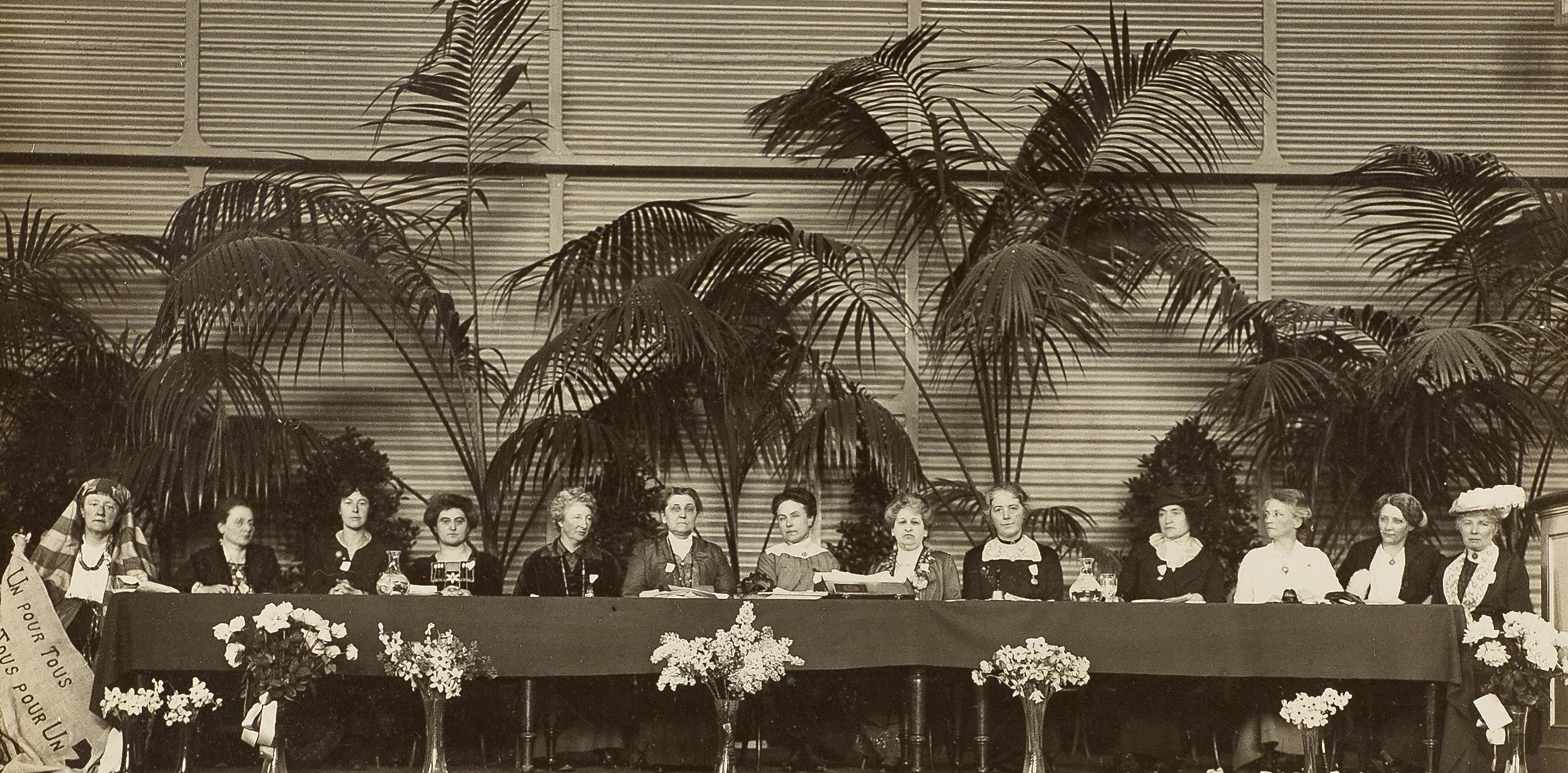
Congreso Internacional de Mujeres en 1915 De izquierda a derecha: 1 Lucy Thoumaian - Armenia, 2 Leopoldine Kulka, 3 Laura Hughes - Canadá, 4 Rosika Schwimmer - Hungría, 5 Anita Augspurg - Alemania, 6 Jane Addams - Estados Unidos, 7 Eugenie Hanner, 8 Aletta Jacobs - Países Bajos, 9 Chrystal Macmillan - Reino Unido, 10 Rosa Genoni - Italia, 11 Anna Kleman - Suecia, 12 Thora Daugaard - Dinamarca, 13 Louise Keilhau - Noruega

Kulka nació en Viena en 1872. Antes de cumplir los treinta años, se unió a la radical Asociación General de Mujeres Austriacas (GAWA, por sus siglas en inglés). A principios de siglo, también se interesó por las cuestiones relacionadas con la paz. Escribió con regularidad en revistas políticas para mujeres. En 1902, Auguste Fickert fundó una revista austriaca que llamó Neues Frauenleben, y tras su muerte en 1910, Kulka se convirtió en su directora junto a Christine Touallion y Emil Fickert. En 1904, ella y Adele Gerber fueron a Berlín para ayudar a fundar la Alianza Internacional para el Sufragio Femenino.
En 1911, se convirtió en vicepresidenta de la GAWA. Tres años más tarde, en 1914, ayudó a traducir al alemán Women and Labour, de la escritora sudafricana Olive Schreiner, que sostenía que las mujeres entendían el valor de la vida más que los hombres.
A pesar de que se debatió mucho sobre el valor de una conferencia de paz de mujeres, fue elegida su delegada en 1915. Viajó a La Haya, donde representó a Austria en la Congreso Internacional de Mujeres de La Haya. Esto ocurrió durante la Primera Guerra Mundial, pero incluso entonces consiguió 1.000 firmas de apoyo. Ella y Olga Meser recibieron el apoyo de la revista Neues Frauenleben. A su regreso, ambas redactaron informes para la revista sobre la conferencia, señalando las dificultades que tuvieron algunas delegadas para asistir a la misma. La delegación británica fue reducida por el Ministerio de Asuntos Exteriores a 24 delegadas y, de hecho, sólo dos llegaron a La Haya. Italia sólo consiguió una delegada, Rosa Genoni, y se empeñó en señalar que no representaba a su país. Laura Hughes acudió desde Canadá para representar a lo que entonces se llamaba "las colonias".
En 1917, dirigió la sección de paz de la GAWA. En 1919, la guerra había terminado y Kulka consternó a la socióloga feminista Jane Addams y a otras delegadas cuando describió los efectos devastadores de la hambruna.
Kulka murió en Viena en 1920.